# Wilbur Coen
Wilbur Franklyn Coen est un joueur américain de tennis né le 23 décembre 1911 à Kansas City et décédé le 5 février 1998.

## Carrière
Il joue de 1927 à 1940.
1/8 de finaliste à Roland-Garros en 1929 (battu par Bill Tilden) et 1930 (battu par Umberto de Morpurgo) et à l'US Open en 1929 (battu par Francis Hunter). 1/16 à Wimbledon en 1928 (battu par Henry Austin)et 1929 (battu par Christian Boussus)
En 1928 il n'a que 16 et demi quand il joue deux matchs de Coupe Davis dans les demi-finales et la finale de la zone Amérique contre la Chine puis le Japon, un simple et un double avec Bill Tilden.

### Titre
Vainqueur du tournoi de Chicago en 1935 face à John McDiarmid.

### Finales
Finaliste en 1930 à Cannes, Juan les Pins et Beaulieu, à chaque fois battu par Bill Tilden.
Finaliste à Houston en 1930 perdu contre Bryan Grant.